# Sisinia Anze Terán
Sisinia Anze Terán, es una novelista boliviana. Nació un 29 de noviembre de 1974 en la ciudad de Cochabamba. Empezó su carrera literaria el año 2009 con la novela: El Abrigo Negro, que debido a su contenido histórico, fue incluida por la Dirección Departamental de Educación de Cochabamba como texto de lectura complementaria en Unidades Educativas de esa ciudad.

## Obras
- El abrigo negro, 2009
- El conjuro del abrigo negro, 2014
- La Clonación de Cristo, 2010
- Las últimas profecías, 2012
- Las crónicas del Supay, 2015
- Auroras de papel, 2016
- Juana Azurduy – La Furia de la Pachamama, 2016
- Insania, 2018
- La Casona, 2018